# Gustav Pfleger-Moravský

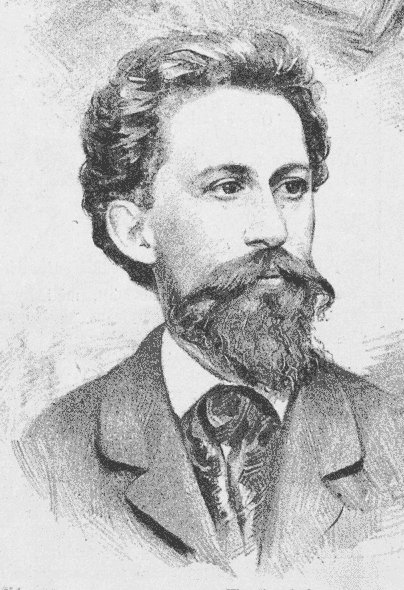
Jan Vilímek: G. Pfleger Moravský

Gustav Pfleger-Moravský (* 27. Juli 1833 in Karasín, heute eingemeindet nach Bystřice nad Pernštejnem; † 20. September 1875 in Prag) war ein tschechischer Dichter, Dramaturg, Übersetzer und Romanautor.

## Leben
Gustav Pfleger wurde als 9. Kind eines Oberförsters in Karasín geboren. Nach dem Tode des Vaters ging die Familie nach Prag. Nach dem Besuch der deutschen Schule und des Gymnasiums in der Prager Altstadt studierte er bei der tschechischen Versicherungsanstalt in Prag. Er starb an einer Lungenkrankheit, die ihn schon seit seinen Studienjahren verfolgte.

## Werke
Er legte großen Wert auf die Ausgestaltung einer typischen Gattung des tschechischen Romans. Die Helden seiner Bücher geben meist das Gefühls- und Innenleben des Autors wieder: enttäuschte Einzelgänger, die immer wieder den Versuch unternehmen, aus ihrer Situation auszubrechen.
1865 komponierte Antonín Dvořák den Liederzyklus Cyprise (Zypressen) nach 18 Gedichten von Gustav Pfleger-Moravský.